# Саксен-Мейнинген
Саксен-Мейнинген (нем. Sachsen-Meiningen), позже Саксен-Мейнинген-Гильдбурггаузен (нем. Sachsen-Meiningen-Hildburghausen) — одно из эрнестинских герцогств, существовавших на территории современной Тюрингии до 1918 года, управлявшееся Веттинской династией. Столицей герцогства был Мейнинген.

## История
Герцогство Саксен-Мейнингенское возникло в 1681 году вследствие раздела владений герцога Саксен-Готы Эрнста Благочестивого между его семью сыновьями. Родоначальником нового рода стал Бернгард I.
Состав герцогства впоследствии неоднократно изменялся, например, вследствие неудачной для Саксен-Мейнингена войны с Готой (так называемая Вазунгенская война 1747—1748 годов).
При герцоге Георге (ум. 1803) страна сделала особенно значительные успехи; возникло много фабрик, развилось земледелие (в особенности табаководство). При Бернгарде II (1803—1866, ум. 1882), состоявшем до 1821 года под опекой матери, Саксен-Мейнинген вступил в 1807 году в Рейнский союз; его войско (800 человек) сражалось в Испании и России. В 1823 году герцог даровал своему государству сословную конституцию.

## Разрастание территорий
Когда угасла Саксен-Гота-Альтенбургская линия Эрнестинского дома, Саксен-Мейнинген по договору о разделе 1826 года получил большую часть герцогства Саксен-Гильдбурггаузен, княжество Заальфельд и некоторые другие владения, всего около 1400 км² с 71 000 жителей. Значительное увеличение территории вызвало необходимость изменить всю систему управления, и в 1829 году герцог согласился на новую конституцию, по которой он делил законодательную власть с земскими чинами; исполнительная власть принадлежала герцогу вместе с земской директорией (нем. Landschaftliches Directorium), из 3 членов, избираемых земскими чинами. В 1834 году Саксен-Мейнинген примкнул к Германскому таможенному союзу.
Предмет постоянного спора между герцогом и ландтагом составляли домены; из их доходов по закону 1831 году 200 тыс. гульденов шли герцогу, а остальное в государственную кассу. В 1846 году герцог добился от ландтага уступки ему, на некоторых условиях, права самостоятельного управления доменами и пользования всеми доходами с них. Это вызвало крайнее недовольство в народе, и в 1848 году герцог поспешил восстановить закон 1831 года. Окончательно урегулирован вопрос о доменах был только в 1871 году: контроль над управлением доменами предоставлен ландтагу, из доходов же с них 230 тыс. гульденов составляют ренту герцога, остальное делится поровну между герцогом и государством. В 1848 году герцог согласился на демократическую реформу избирательного права, но, усмирив волнения при помощи саксонских войск, он сперва дал отставку либеральному министерству и распустил ландтаг, а потом (1853) отменил избирательный закон 1848 года.
С 1859 года герцог в своей иностранной политике явно склонялся на сторону Австрии и в 1866 году поддерживал её настолько энергично, что прусские войска заняли Саксен-Мейнинген. Тогда герцог отрекся от короны в пользу сына, Георга II (1826—1914), который поспешил заключить мир с Пруссией и присоединить Саксен-Мейнинген к Северогерманскому союзу. В следующем году была заключена военная конвенция с Пруссией. В 1873 году проведен либеральный избирательный закон. В 1893 году ландтаг добился права вотирования бюджета на год (вместо трех лет).
Монархия прекратила своё существование в 1918 году. Саксен-Мейнинген ненадолго стал свободным государством в составе Веймарской республики, а через два года был объединён вместе с другими мелкими государствами и включён в состав Тюрингии.

## Административное деление
Территория Саксен-Мейнингена делилась на районы (landkreis):
- Хильдбургхаузен
- Мейнинген
- Заафельд
- Зоннеберг

## Правители
- Бернхард I (1680—1706)
- Эрнст Людвиг I (1706—1724)
- Эрнст Людвиг II (1724—1729)
- Карл Фридрих (1729—1743)
- Фридрих Вильгельм (1743—1746)
- Антон Ульрих (1746—1763)
- Карл (1763—1782)
- Георг I (1782—1803)
- Бернгард II (1803—1866)
- Георг II (1866—1914)
- Бернгард III (1914—1918)